# Hans Schlunegger (Skirennfahrer, 1912)
Hans Schlunegger (* 1912 in Wengen; † 30. Juli 1948 am Grosshorn) war ein Schweizer Skirennfahrer und Bergführer. Er nahm an vier alpinen Skiweltmeisterschaften teil, wurde 1936 Schweizer Meister in der Abfahrt und gewann 1931 den Slalom sowie 1936 die Abfahrt des Lauberhornrennens. Er war im September 1941 der Erstbesteiger der Schreckhorn-Westwand, gehörte 1947 der dritten Seilschaft an, die die Eiger-Nordwand durchstieg und starb 1948 bei einem Lawinenunglück am Grosshorn.

## Biografie
Hans Schlunegger war der Sohn des Wengener Bergbauern und Bergführers Hans Schlunegger senior und wuchs zusammen mit fünf Schwestern und einem Bruder auf. Seine jüngste Schwester war die in den 1940er-Jahren erfolgreiche Skirennfahrerin Hedy Schlunegger.
Schlunegger feierte 1931 seine ersten grossen Erfolge im Skirennsport. Er gewann in diesem Jahr die Abfahrt der Junioren beim 25. Grossen Skirennen der Schweiz, den Schweizer Skimeisterschaften, in Adelboden und den Slalom der Lauberhornrennen in seinem Heimatort Wengen. Er fuhr am Lauberhorn ausserdem die Bestzeit in der Abfahrt, liess dabei aber ein Tor aus und wurde daher disqualifiziert. Im selben Jahr nahm Schlunegger auch an den damals noch als FIS-Rennen bezeichneten ersten Alpinen Skiweltmeisterschaften in Mürren teil. Er startete nur in der Abfahrt, musste diese aber nach einem Skibruch aufgeben. Im nächsten Jahr belegte er bei den Weltmeisterschaften 1932 in Cortina d’Ampezzo als 17. der Abfahrt, 26. des Slaloms und 23. der Kombination Platzierungen im mittleren bzw. hinteren Feld. Danach nahm er drei Jahre lang nicht mehr an den Weltmeisterschaften teil.
Bei den Schweizer Meisterschaften erzielte Schlunegger weiterhin vordere Resultate: Er wurde 1932 in Zermatt Zweiter in der Abfahrt der Junioren und gewann 1933 in Einsiedeln den Spezial-Sprunglauf der Senioren II. Ebenfalls 1933 platzierte er sich mit vier weiteren Läufern des Skiclubs Wengen auf dem dritten Platz des erstmals ausgetragenen nationalen Stafettenlaufes in Grindelwald. Zu dieser Zeit legte er auch seine Prüfung als Skilehrer ab. 1935 erreichte Schlunegger im Kampf um den Titel des Schweizer Skimeisters, welcher zum zweiten Mal in der Viererkombination aus Langlauf, Sprunglauf, Abfahrt und Slalom ermittelt wurde, den dritten Platz hinter Fritz Steuri und Willy Bernath.
Seinen grössten Erfolg auf nationaler Ebene feierte Schlunegger 1936 beim 30. Schweizerischen Skirennen in Davos, als er Schweizer Meister in der Abfahrt wurde. Im selben Jahr gewann er auch die Abfahrt des Lauberhornrennens in Wengen in der neuen Rekordzeit von 4:11 Minuten, nachdem er in den letzten beiden Jahren jeweils den vierten Platz in der Lauberhornabfahrt belegt hatte. Er nahm 1935 auch zum dritten Mal an Weltmeisterschaften teil und erreichte in Innsbruck die Plätze sieben im Slalom, zehn in der Abfahrt und neun in der Kombination. Bei seiner vierten und letzten Weltmeisterschaftsteilnahme 1937 in Chamonix hatte Schlunegger weniger Erfolg. Er stürzte in der Abfahrt und nahm am drei Tage später stattfindenden Slalom nicht teil. Beim Lauberhornrennen wurde Schlunegger 1937 Zweiter im Slalom, Vierter in der Abfahrt und Dritter in der Kombination. Bei den Schweizer Skimeisterschaften desselben Jahres in Les Diablerets erreichte er zum zweiten Mal den dritten Rang in der Viererkombination, diesmal hinter seinem Klubkollegen Heinz von Allmen und dem Andermatter Adi Gamma.
Auch 1938 unterlag Schlunegger im Kampf um den Titel des Schweizer Skimeisters knapp. Er gewann zwar den Kombinations-Sprunglauf, musste sich in der Viererkombination aber dem Deutschen Hellmut Lantschner, Sieger der Abfahrt und des Slaloms, geschlagen geben. Nach 1938 scheint Hans Schlunegger nur noch einmal in den Ergebnislisten der Schweizer Skimeisterschaften auf, als er 1941 Schlussläufer der siebtplatzierten Wengener Staffel im 9. Schweizerischen Staffellauf in Grindelwald war. Im selben Jahr belegte er auch noch Platz sechs in der Lauberhornkombination.
Neben dem Skirennsport war Hans Schlunegger ein bekannter Bergführer. Er unternahm zunächst mit seinem Vater, der 1939 in den Lobhörnern verunglückte, zahlreiche Touren im Berner Oberland, erlernte die französische und englische Sprache und erhielt 1935 sein Führerpatent. Schlunegger wurde zu einem wichtigen Mitglied in der Berner Bergführer- und Skilehrerkommission. Zusammen mit Adolf Rubi unternahm er am 16. Juli 1935 in 16 Stunden von der Mittellegihütte nach Stechelberg die erste Überschreitung des Dreigestirns Eiger, Mönch und Jungfrau ohne Unterbrechung. Im Juli 1936 gehörte er dem Rettungsteam der bei einem Erstbesteigungsversuch der Eiger-Nordwand verunglückten Bergsteiger Toni Kurz, Andreas Hinterstoißer, Willy Angerer und Edi Rainer an. Im September 1941 gelang ihm die Erstbesteigung der Westwand des Schreckhorns. Sechs Jahre später, im Juli 1947, durchstieg er zusammen mit Karl Schlunegger und Gottfried Jermann als dritte Seilschaft und erste schweizerische Gruppe die Eiger-Nordwand.
Am 30. Juli 1948 verunglückten Hans Schlunegger und zwei Berner Begleiter in einer Lawine zwischen Schmadrijoch und Schmadrihütte am Aufstieg zum Grosshorn. Schlunegger hinterliess seine Frau und drei Kinder.

## Erfolge im Skisport

### Weltmeisterschaften
- Cortina d’Ampezzo 1932: 17. Abfahrt, 23. Kombination, 26. Slalom
- Innsbruck 1936: 7. Slalom, 9. Kombination, 10. Abfahrt

### Schweizer Meisterschaften
- Schweizer Meister in der Abfahrt 1936

### Lauberhornrennen
- Sieg im Slalom 1931 und in der Abfahrt 1936
- Zweiter Platz im Slalom und dritter Rang in der Kombination 1937